# La Quinte
La Quinte é uma comuna francesa na região administrativa do País do Loire, no departamento de Sarthe. Estende-se por uma área de 8.81 km². Em 2010 a comuna tinha 783 habitantes (densidade: 88,9 hab./km²).